# انرژی بادی در ایران
در ایران با توجه به وجود مناطق بادخیز، طراحی و ساخت آسیاب‌های بادی از ۲۰۰ سال پیش از میلاد مسیح رایج بوده و هم‌اکنون نیز بستر مناسبی جهت گسترش بهره‌برداری از توربین‌های بادی فراهم می‌باشد. مطالعات و محاسبات انجام شده در زمینه تخمین پتانسیل انرژی باد در ایران نشان داده‌اند که تنها در ۲۶ منطقه از این کشور (شامل بیش از ۴۵ پایگاه مناسب)، میزان ظرفیت اسمی پایگاه‌ها، با در نظر گرفتن یک راندمان کلی ۳۳٪، در حدود ۶٬۵۰۰ مگاوات می‌باشد؛ و این در شرایطی است که ظرفیت اسمی کل نیروگاه‌های برق کشور در حال حاضر حدود ۷۴٬۰۰۰ مگاوات می‌باشد (تا سال ۱۳۹۴).

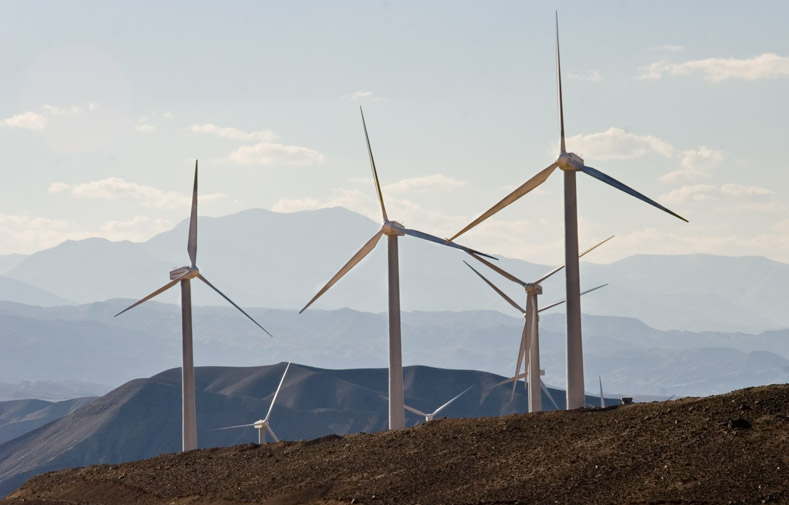
توربین‌های بادی در منجیل

در سال ۲۰۰۴ میلادی، تنها ۲۵ مگاوات از ۳۳٬۰۰۰ مگاوات برق تولید شده در ایران با استفاده از انرژی بادی تولید شده بود. در سال ۲۰۰۶ میلادی سهم برق تولید شده در ایران با استفاده از انرژی بادی ۴۵ مگاوات بود (رتبهٔ سی‌اُم در جهان) که به نسبت سال ۲۰۰۵ رشد چهل درصدی را نشان می‌داد. در سال ۲۰۰۸ میلادی نیروگاه بادی منجیل (در استان گیلان) و بینالود (در استان خراسان رضوی)، ظرفیت ۸۲ مگاوات برق را داشته‌اند. ظرفیت برق بادی در ایران در سال ۲۰۰۹ میلادی ۱۳۰ مگاوات ساعت بوده‌است.

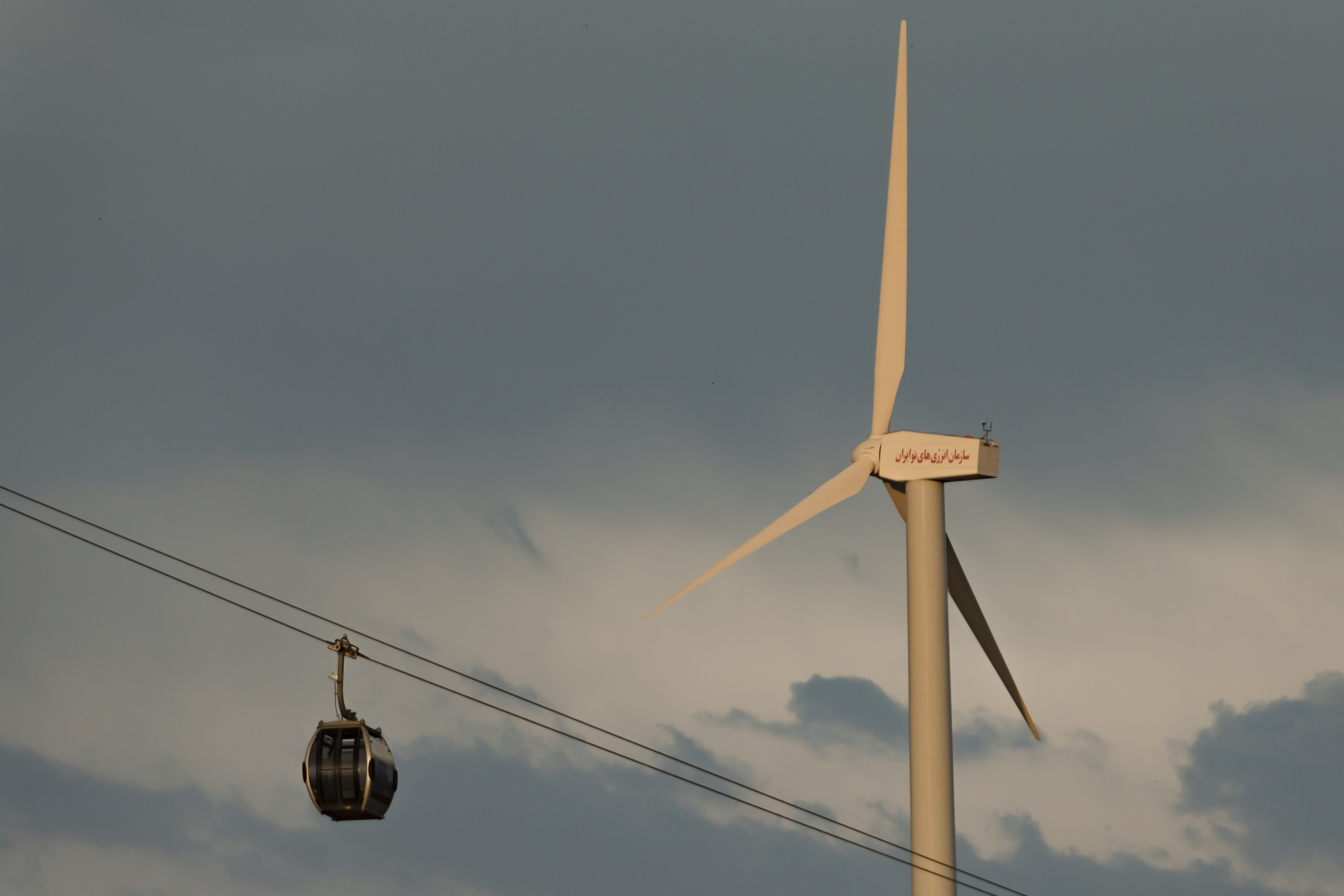
توربین‌های بادی در کلانشهر تبریز

ایران عضو مجمع جهانی انرژی بادی می‌باشد.
ایران مبالغ زیادی را در زمینهٔ انرژی تجدیدپذیر برق بادی، سرمایه‌گذاری کرده‌است. میزان یارانه‌های تخصیصی در بخش برق تولیدی از سوخت‌های فسیلی حدود ۷٫۳ میلیارد یورو است که مانعی جدی بر سر راه توسعهٔ انرژی‌های تجدیدپذیر به‌شمار می‌رود. علی‌رغم وجود یارانه‌ها، میزان ظرفیت نصب‌شدهٔ برق بادی تا اوایل سال ۱۳۸۷ بالغ بر ۱۲۸ مگاوات بوده‌است، که تولید ۳۰۷ گیگاوات ساعت برق را طی دورهٔ ۱۳۷۳–۸۴ به همراه داشته‌است. این میزان برق تولیدی سبب صرفه‌جویی ۴۲۵ هزار بشکه نفت در بخش نیروگاهی ایران شده و در جای خود موجب کاهش یک میلیون تن انواع آلاینده‌های زیست‌محیطی در فاصلهٔ ۱۳۷۳–۱۳۸۴ شده‌است. با استفاده از اطلاعات واقعی ماهیانهٔ بادی در ایران و با بهره‌گیری از معادلهٔ چگالی وایبول، پتانسیل قابل استفاده باد در استان‌ها محاسبه شده و در نهایت کل پتانسیل برق بادی به میزان ۳٫۶ گیگاوات تخمین زده شده‌است. البته محاسبات دیگر تا حد ۶ گیگاوات ظرفیت را برآورد کرده‌اند.
بر اساس سیاست‌های کنونی انرژی در ایران، ارزش حال خالص و نرخ بازدهٔ داخلی پروژه‌های باد در سه استان گیلان، سیستان و بلوچستان و خراسان جنوبی محاسبه شده‌است، که تأییدکنندهٔ این واقعیت است که پروژه‌های برق بادی در این سه استان از نظر اقتصادی مقرون به صرفه هستند. نتایج نشان می‌دهد که با حذف یارانهٔ سوخت‌های فسیلی به همراه یک روش بازار محور، می‌توان ظرفیت انرژی بادی را به ۳٫۶ تا ۶ گیگاوات افزایش داد. این ظرفیت نصب شده می‌تواند سبب صرفه‌جویی حدود ۴۷ تا ۸۴ میلیون بشکه معادل نفت ۱۲۷٬۰۰۰ تا ۲۳۰٬۰۰۰ بشکه در روز در بخش نیروگاهی ایران شود.

## فهرست نیروگاه‌های بادی
بر اساس اطلاعات سازمان انرژی‌های تجدید پذیر و بهره‌وری انرژی برق (ساتبا)، فهرست نیروگاه‌های بادی ایران تا نیمه اول سال ۱۴۰۲ به شرح موارد زیر بوده‌است:
| ردیف | استان             | ساختگاه  | نام نیروگاه                            | ظرفیت نصب شده (مگاوات) |
| ۱    | گیلان             | منجیل    | منجیل پسکون هرزویل سیاهپوش رودبار      | ۹۲٫۲                   |
| ۲    | قزوین             | سیاهپوش  | آرین مهباد                             | ۶۱٫۲                   |
| ۳    | آذربایجان شرقی    | آق کند   | مپنا                                   | ۵۰                     |
| ۴    | سیستان و بلوچستان | میل نادر | انرژی‌های تجدیدپذیر مپنا                | ۵۰                     |
| ۵    | قزوین             | کهک      | مپنا (کهک ۳)                           | ۳۰                     |
| ۶    | خراسان رضوی       | بینالود  | شرکت تولید نیروی برق سبز بینالود       | ۲۸٫۳۸                  |
| ۷    | قزوین             | کهک      | مپنا (کهک ۲)                           | ۲۰                     |
| ۸    | خراسان رضوی       | خواف     | فناوران انرژی پاک                      | ۱۰                     |
| ۹    | قزوین             | کهک      | مپنا (کهک ۱)                           | ۵                      |
| ۱۰   | خراسان رضوی       | بینالود  | تولید و توسعه نیروی برق سبز دیزباد     | ۴٫۱                    |
| ۱۱   | خراسان رضوی       | خواف     | آترین ایرانیان (آریا رازی خواف)        | ۲٫۵                    |
| ۱۲   | خراسان رضوی       | خواف     | فن آوران انرژی پاک (بهین ارتباط مهر)   | ۱٫۵                    |
| ۱۳   | خراسان رضوی       | خواف     | توسعه و احداث نیروگاه‌های بادی توان باد | ۰٫۷۱                   |
| ۱۴   | خراسان رضوی       | خواف     | توان باد ۲                             | ۰٫۷۱                   |
| ۱۵   | خراسان رضوی       | خواف     | محمد حسین تقی پور (پدیده مروزیست)      | ۰٫۶۶                   |
| ۱۶   | خراسان رضوی       | خواف     | سید یوسف قاسمی زاوه                    | ۰٫۶۶                   |
| ۱۷   | خراسان رضوی       | خواف     | رضا صادقی                              | ۰٫۶۶                   |

مطابق اعلام مدیر عامل ساتبا، مناقصه ۳۰۰۰ مگاوات نیروگاه بادی نیز در سال 1402 برگزار شده‌است.